# Bob Steele

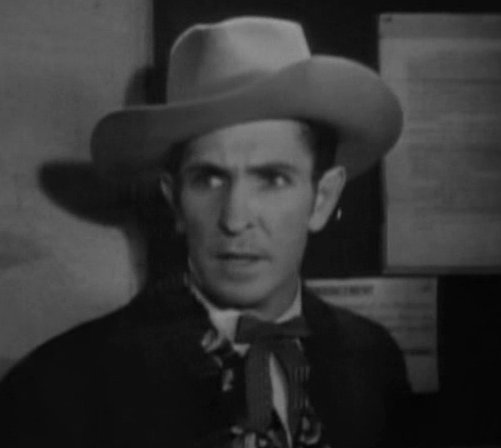
Bob Steele i The Carson City Kid.

Bob Steele, född 23 januari 1907 i Portland, Oregon, död 21 december 1988 i Burbank, Kalifornien, var en amerikansk skådespelare. Han filmdebuterade som ungdomsskådespelare 1920 i The Adventures of Bob and Bill, vilken följdes upp av en serie kortfilmer där han spelade samma figur, Bob. Under resterande delen av 1920-talet, 1930-talet och 1940-talet spelade han i en stor mängd westernfilmer. När han blev äldre blev han allt oftare anlitad som birollsskådespelare. Han var verksam fram till 1970-talets mitt och hade då medverkat i långt över 200 filmer.

## Filmografi, urval
- 1939 – Möss och människor
- 1940 – The Carson City Kid
- 1946 – Utpressning
- 1947 – De trotsade lagen
- 1949 – Söder om S:t Louis
- 1951 – Den svarta mustangen
- 1951 – Ligan
- 1953 – SOS – vi nödlandar
- 1959 – Stormeld
- 1963 – McLintock!
- 1968 – Häng dom högt